# 環境部化學物質管理署
環境部化學物質管理署（簡稱化學署）為中華民國環境部所屬機關，主管該國化學物質源頭管理、稽查任務。另設有中壢區辦公室（與國家環境研究院合署辦公）與雙城街辦公室（與警政署保七總隊第三大隊第一中隊合署辦公）。

## 歷史

原行政院環境保護署毒物及化學物質局局徽

- 2016年12月9日，立法院三讀通過《行政院環境保護署毒物及化學物質局組織法》。12月23日，總統令「華總一義字第10500161461號」公布《行政院環境保護署毒物及化學物質局組織法》。12月28日，行政院令「院授人組字第10500630241號」定本日為《行政院環境保護署毒物及化學物質局組織法》施行日期，行政院環境保護署毒物及化學物質局成立。
- 2023年5月9日，立法院三讀通過《環境部化學物質管理署組織法草案》。[4]
- 2023年5月24日，制定公布環境部化學物質管理署組織法[5]
- 2023年8月22日隨環境部成立升格為「環境部化學物質管理署」。

## 組織
- 署長一人，職務列簡任第十三職等
  - 副署長二人，職務列簡任第十二職等
    - 主任秘書，職務列簡任第十一職等

業務單位
- 綜合規劃組
- 評估管理組
- 風險管理組
- 危害控制組

輔助單位
- 秘書室
- 主計室
- 人事室
- 政風室

## 外部連結
- 環境部化學物質管理署（繁體中文）